# Golden Dream

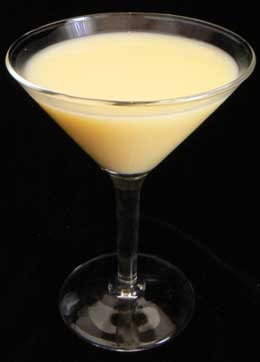
Golden Dream in einem Martiniglas

Der Golden Dream ist ein alkoholischer Shortdrink, der zu den Dessert-Cocktails gehört und üblicherweise als Digestif nach dem Essen getrunken wird. Er besteht aus Galliano, Triple Sec Curaçao (Orangenlikör), Orangensaft und Sahne.

## Geschichte
Der Golden Dream ist einer der ganz wenigen international bekannten Cocktails, dessen Ursprung unumstritten und belegbar ist, da er als Siegerdrink aus einem Mixwettbewerb hervorging. Der Barkeeper Le Roy S. Sharon (bzw. Charon) aus Los Angeles gewann damit 1959 die „U.S.A. (West Coast) Cocktail Competition“. In dem von der Barkeepervereinigung United Kingdom Bartender’s Guild (U.K.B.G.) gesponserten Wettbewerb setzte er sich gegen 62 andere Barkeeper mit seinem „Golden Dream“ durch, der aus 1 oz. Galliano und je 1⁄2 oz. Cointreau (einem Triple Sec-Orangenlikör), Orangensaft, Sahne sowie Shaved Ice bestand, und gewann 1000 US-Dollar und eine Reise nach London. Der Golden Dream wird auch in einer Zeitungsnotiz von 1962 erwähnt, als Leroy Charon [sic!], Barkeeper in Marineland (Kalifornien), erneut einen ersten Preis gewann, diesmal in einem Wettbewerb der California Bartender’s Guild, und sich so für die Cocktail-Weltmeisterschaft der International Bartenders Association qualifizierte, die 1962 in Hamburg stattfand. 1960 veröffentlichte die U.K.B.G. die Rezeptur des Golden Dream in ihrer Publikation The U.K.B.G. Guide to Drinks im Kapitel Prize-Winning Cocktails, jedoch mit einer gegenüber dem Zeitungsbericht reduzierten Menge Galliano, also nunmehr gleichen Anteilen aller Zutaten:

“U.S.A. (West Coast) Cocktail Competition, 1959 ‘Golden Dream’ Le Roy Charon [sic!] – 25% Galliano, 25% Cointreau, 25% Orange Juice, 25% Cream. Shake.”

„USA (Westküste) Cocktailwettbewerb, 1959 ‚Golden Dream‘ Le Roy Charon – 25% Galliano, 25% Cointreau, 25% Orangensaft, 25% Sahne. Schütteln.“

Der Cocktail weist eine gewisse Ähnlichkeit zum Golden Cadillac auf, der ebenfalls in den 1950er Jahren entstanden war und in seiner Grundrezeptur aus Galliano, weißem (klarem) Kakaolikör und Sahne gemixt wurde, jedoch inzwischen auch häufig mit Orangensaft ergänzt wird. Beide Cocktails waren in den 1960er Jahren im Zuge der Verbreitung des italienischen Likörs Galliano in den Vereinigten Staaten sehr beliebt. Bald war der Golden Dream auch in deutschsprachigen Rezeptbüchern zu finden. Sowohl das 1974 erstmals erschienene Lexikon der Bar von Erich Bolsmann als auch das Handlexikon der Getränke aus dem Rudolf Trauner Verlag beziehen sich dabei auf Leroy Sharon und den Wettbewerb von 1959 und nennen gleiche Anteile der vier Zutaten, die stets im Shaker geschüttelt und ohne Eis in ein Cocktailglas abgeseiht werden; die gleiche Rezeptur erscheint auch bei Schmoeckel (1991) und Roth/Bernasconi (2002), wobei der Name des Barkeepers dort abweichend von den vorgenannten Quellen „Le Roy Chanon“ bzw. „Roy Shanon“ geschrieben wird.
Die International Bartenders Association (IBA) führte den Golden Dream bis 2011 als After-Dinner-Cocktail in ihrer Liste der Official Cocktails (offiziellen Cocktails), seit 2011 steht er in der Kategorie Contemporary Classics („Zeitgenössische Klassiker“).

## Zubereitung
Die Rezeptur der IBA besteht aus je 2 cl Galliano, Triple Sec Curaçao und Orangensaft und 1 cl Sahne. Alle Zutaten werden in einem mit Eis gefüllten Cocktail-Shaker geschüttelt und anschließend in ein vorgekühltes Martiniglas abgeseiht. In Varianten werden oft die Mischungsverhältnisse verändert, zum Beispiel zu 1 cl Galliano, 3 cl Triple Sec Curaçao, 4 cl Orangensaft und 3 cl Sahne. Statt Sahne kann auch eine entsprechende Menge Vanille-Eis verwendet werden.
Die Bezeichnung „Galliano“ bei den Zutaten ist allerdings nicht eindeutig, da unter der Marke heute mehrere sehr unterschiedliche Liköre vertrieben werden. Für den Golden Dream wird zwar stets gelber Galliano verwendet, jedoch wurde auch dessen Rezeptur über die Jahrzehnte mehrmals verändert und den jeweiligen Märkten angepasst. Seit 2010 wird gelber Galliano international in den Varianten Vanilla und L’Autentico vertrieben, die sich im Geschmack stark unterscheiden. Die angeblich der ursprünglichen Rezeptur angenäherte Version L’Autentico ist ein Kräuterlikör mit deutlicher Anis-Note, der jedoch lange Zeit nur in seinem Ursprungsland Italien verkauft wurde. Auf anderen Märkten, darunter auch in Deutschland, wurde bis 2008 unter der Bezeichnung Galliano Smooth Vanilla lediglich ein sehr viel milderer Vanillelikör angeboten. Wie der Galliano schmeckte, den Leroy Sharon (Charon) 1959 zur Verfügung hatte, ist nicht belegt.